# Burmeistera connivens
Burmeistera connivens är en klockväxtart som beskrevs av Henry Allan Gleason. Burmeistera connivens ingår i släktet Burmeistera och familjen klockväxter.
Artens utbredningsområde är Colombia. Inga underarter finns listade i Catalogue of Life.